# Däulet Turlyhanov
Däulet Turlyhanov (n. 18 noiembrie 1963, Georgievka⁠(d), RSS Kazahă, URSS) este un luptător ce a reprezentat Uniunea Republicilor Sovietice Socialiste, Echipa Unificată și Kazahstan, medaliat olimpic. A participat la 3 ediții ale Jocurilor Olimpice (1988, 1992, 1996) în care a câștigat o medalie de argint și o medalie de bronz.